# Al-Batrik
Ibn abu-Jahja al-Batrik, arabski prevajalec, * okoli 730, † 796 do 806. 
Al-Batrik je bil eden izmed prvih arabskih prevajalcev iz grščine. Za al-Mansura je prevedel pomembna dela Galena in Hipokrata. Za nekega drugega pokrovitelja je prevedel Ptolemejevo delo Quadri partitum. Evklidove Elemente in Almagest, arabsko al-Majisti ali al-Mijisti (izvorno od grškega megiste, največja), veliko Ptolemejevo delo so verjetno istočasno prevedli. Ti zgodnji prevodi niso bili kakovostni in so jih morali za časa al-Rašida in al-Mamuna predelati.